# 青木翔吾
青木 翔吾（あおき しょうご、5月28日 - ）は、日本の漫画家。2019年より『マンガUP!』（スクウェア・エニックス）にて蝸牛くもの小説のコミカライズ『ゴブリンスレイヤー外伝2 鍔鳴の太刀』を連載している。

## 来歴
2018年、『コミックDAYS』（講談社）にて、熊谷純の原作によるクライムアクション『懲役マイナス』の連載を開始。同作で連載デビューを果たす。
2019年、同作の連載を終了後、『マンガUP!』（スクウェア・エニックス）にて蝸牛くもの小説『ゴブリンスレイヤー』の外伝のコミカライズ『ゴブリンスレイヤー外伝2 鍔鳴の太刀』の連載を開始。
2020年、『月刊ドラゴンエイジ』（KADOKAWA）2021年1月号より、バトルアクションの『ブラッド・ドゥーム』の連載を開始。
2023年、『月刊少年マガジン』（講談社）にて陸上競技を描いた『ゼロゼロワン』の連載を開始。

## 作品リスト

### 漫画作品

#### 連載
- 懲役マイナス（原作：熊谷純、『コミックDAYS』[4]2018年6月17日[5] - 2019年3月3日[7]） - 連載デビュー作[6]。
- ゴブリンスレイヤー外伝2 鍔鳴の太刀（原作：蝸牛くも、キャラクター原案：lack、『マンガUP!』2019年8月30日[3] - ）
- ブラッド・ドゥーム（『月刊ドラゴンエイジ』2021年1月号[8] - 2021年12月号）
- ゼロゼロワン（『月刊少年マガジン』2023年7月号[10] - 2024年5月号[11]）

#### 読み切り
- ミナ・ハーカー（『Good!アフタヌーン』2015年10号[12]）
- でっかくなっちゃった！（『デスマーチからはじまる異世界狂想曲 コミックアンソロジー』2022年[13]） - 『デスマーチからはじまる異世界狂想曲 コミックアンソロジー』のアンソロジー寄稿作品[13]。

### 書籍
- 『懲役マイナス』、原作：熊谷純、講談社〈アフタヌーンKC〉2018年 - 2019年、全2巻
- 『ゴブリンスレイヤー外伝2 鍔鳴の太刀』、原作：蝸牛くも、キャラクター原案：lack、スクウェア・エニックス〈ガンガンコミックスUP!〉2020年 - 、既刊8巻（2025年2月25日現在）
- 『ブラッド・ドゥーム』、KADOKAWA〈ドラゴンコミックスエイジ〉2021年 - 2022年、全2巻
- 『ゼロゼロワン』、講談社〈講談社コミックスデラックス〉2023年 - 2024年、全2巻

### その他
- MARVEL『アメイジング・スパイダーマン#12』（バリアントカバー（英語版））[14]